# Guitarra saxona

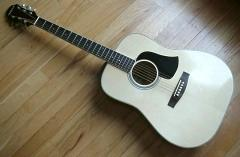
Guitarra acústica.

És un tipus de guitarra amb cordes de metall, que el seu so es genera mitjançant la vibració de les cordes que s'amplifiquen en una caixa acústica de fusta o algun acrílic. Els models més habituals són: 
- de 6 cordes
- de 12 cordes, constituïdes per 6 ordres de 2 cordes cada una; normalment, les dues cordes d'un mateix ordre poden anar afinades a l'uníson o a l'octava.

L'adjectiu "acústica" és presa directament de l'anglès "acoustic guitar", per l'ús que fan d'ell els anglòfons per distingir la guitarra de caixa sense electrificació de la guitarra elèctrica. Realment, totes les guitarres que no són elèctriques, com la guitarra clàssica o l'espanyola, són acústiques, al comptar amb una caixa de ressonància i sonar per si mateixes sense necessitat d'utilitzar un sistema d'amplificació extern. Malgrat tot, el català sembla reservar l'adjectiu "acústica", tractant-se de guitarres, únicament per aquelles que, sense ser elèctriques, tenen les cordes de metall. En català, la denominació correcta d'aquest instrument és "guitarra saxona".
Aquest tipus de guitarra deriva principalment dels dissenys de C. F. Martin i Orville Gibson, lutiers nord-americans que desenvolupen la seva activitat principalment a finals del segle xix. Per això, els nord-americans distingeixen entre les guitarres acústiques, les guitarres de cordes de metall (també conegudes per "western guitars" o "steel guitars") i les guitarres de cordes de niló, que serien les guitarres clàssiques, espanyola, flamenca, portuguesa, etc.